# دون إدغار
دون إدغار (بالإنجليزية: Don Edgar)‏ هو أكاديمي أسترالي، ولد في 1936.